# Celina Degen
Celina Degen (Graz, 16 maggio 2001) è una calciatrice austriaca, difensore del Colonia e della nazionale austriaca.

## Carriera

### Club
Degen ha iniziato la sua carriera di club nel 2006 con il Fernitz, passando poi al Gössendorf nel 2011 e allo Sturm Graz nel 2015, dove è diventata capitano della squadra nel 2018. Nell'estate del 2020 passa all'Hoffenheim.
Nel maggio del 2022 viene annunciato il suo passaggio al Colonia all'inizio della stagione 2022-2023, dove le viene offerto un contratto fino al 30 giugno 2024.

### Nazionale
Degen inizia ad essere convocata dalla Federcalcio austriaca nel 2016, vestendo in quell'anno sia la maglia della formazione Under-16 che quella dell'Under-17, debuttando in quest'ultima il 26 febbraio nell'amichevole pareggiata 2-2 con le pari età della Finlandia e confermata in rosa un mese più tardi marcando una presenza in occasione della seconda fase di qualificazione all'Europeo di Bielorussia 2016, senza che la sua nazionale riuscisse ad accedere alla fase finale. Rimasta in quota anche nei due anni successivi viene convocata per le qualificazioni degli Europei di Repubblica Ceca 2017 e Lituania 2018, in entrambi i casi con l'Austria che fallisce l'accesso alla fase finale, totalizzando con questa formazione 23 presenze e 9 reti.
Sempre del 2018 è la sua prima convocazione in Under-19, chiamata dal tecnico federale Michael Steiner e debuttando nella doppia amichevole dell'8 e 10 giugno con la Rep. Ceca. In seguito disputa le qualificazioni degli Europei di Scozia 2019, fallendo l'accesso alla fase finale, e Georgia 2020, torneo prima sospeso e poi definitivamente annullato a causa delle restrizioni dovute alla pandemia di COVID-19. Con l'Under-19 totalizza, tra tornei ufficiali UEFA e amichevoli, 15 presenze realizzando 2 reti, una per edizione.
Entrata nel giro della nazionale maggiore un anno più tardi, il commissario tecnico Dominik Thalhammer, senza tuttavia essere impiegata nel torneo, la inserisce in rosa con la squadra impegnata all'edizione 2019 della Cyprus Cup, per debuttare deve aspettare due anni più tardi, il 30 novembre 2021, convocata con il nuovo ct Irene Fuhrmann in occasione della vittoria per 8-0 sul Lussemburgo nelle qualificazioni, nel gruppo D della zona UEFA, al Mondiale di Australia e Nuova Zelanda 2023, rilevando Sarah Zadrazil all'81'. Il 12 aprile 2022, alla sua seconda presenza, ha segnato il suo primo gol in nazionale sempre nelle qualificazioni al Mondiale 2023, quella del parziale 3-0 nella vittoria per 8-0 sulla Lettonia davanti al pubblico della Wiener Neustadt Arena, Wiener Neustadt.
Qualche mese più tardi Fuhrmann le conferma la fiducia inserendola nella rosa delle 23 calciatrici in partenza per la fase finale dell'Europeo di Inghilterra 2022 annunciata il 27 giugno 2022